# Delphinium winklerianum
Delphinium winklerianum là một loài thực vật có hoa trong họ Mao lương. Loài này được Huth mô tả khoa học đầu tiên năm 1895.